# DJ 매거진

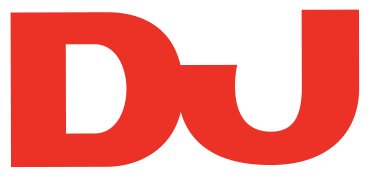

DJ 매거진(DJ Magazine)은 영국의 전자 음악 및 DJ에 관한 음악 잡지이다.

## 탑 100 DJ
DJ 100위 순을 통해 투표 후 결정을 하는 것을 말한다. 1997년부터 시작되었으며 3회 연속 1위를 차지한 DJ는 티에스토이며, 4회 연속 1위는 아르민 판 뷔런, 2회 연속 1위는 하드웰, 마틴 게릭스이다. 2015년에는 디미트리 베가스 & 라이크 마이크가 1위를 차지했으나, 2016년에는 마틴 게릭스가 1위를 차지하였다. 현재 마틴 게릭스가 1위이며, 디미트리 베가스 & 라이크 마이크는 2위, 아르민 판 뷔런은 3위를 차지하고 있다. 한편 2016년에 3위를 차지한 하드웰은 4위로 추락하였다.